# Ronde van Italië voor vrouwen 2016
De Ronde van Italië voor vrouwen 2016 (Italiaans: Giro Rosa 2016) werd verreden van vrijdag 1 juli tot en met zondag 10 juli in het noorden van Italië. Het was de 27e editie van de rittenkoers, die tevens deel uitmaakte van de eerste editie van de UCI Women's World Tour. De ronde telde tien etappes, inclusief een proloog. Titelverdedigster was de Nederlandse Anna van der Breggen.
De top drie van het jaar ervoor was ook deze keer favoriet: Anna van der Breggen (Rabo-Liv) met haar ploeggenote Katarzyna Niewiadoma (winnares jongerenklassement 2015), Mara Abbott (winnares 2010 & 2013) met haar Wiggle High5-ploeggenote Elisa Longo Borghini (beste Italiaanse 2015) en Megan Guarnier (Boels Dolmans) met haar ploeggenoten Evelyn Stevens (houdster werelduurrecord) en wereldkampioene Elizabeth Armitstead en daarnaast van Lotto Soudal Ladies: Claudia Lichtenberg (winnares 2009) en haar ploeggenote Emma Pooley (tweede in 2011 & 2012), die in aanloop naar de Spelen in Rio terugkeerde op de fiets.
De proloog werd op vrijdagavond 1 juli gewonnen door de Canadese Leah Kirchmann (Liv-Plantur), die de Nederlandse Thalita de Jong en Anna van der Breggen voorbleef met 1 seconde. In de eerste (vlakke) etappe wist een kopgroep van negen rensters uit de greep van het peloton te blijven: Megan Guarnier werd verslagen door Giorgia Bronzini, maar pakte wel de leiderstrui over. Evelyn Stevens won op 3 juli de tweede etappe, met aankomst bergop en nam de roze trui over van haar ploeggenote. De derde etappe werd wederom een sprint, waarin Chloe Hosking de Italianen Marta Tagliaferro en Bronzini klopte. Ook de vierde etappe draaide uit in een massasprint; deze keer was Tiffany Cromwell de snelste.
Halverwege de vijfde etappe stond de Mortirolo op het programma. Mara Abbott sprong onder aan de beklimming weg uit het peloton, haalde snel de vroege vluchters (waaronder Pooley en Tatiana Guderzo) bij en fietste een voorsprong van ruim vier minuten bij elkaar. Achter haar was een kleine groep ontstaan met o.a. leidster Stevens, Guarnier, Lichtenberg en Van der Breggen, die op het vlakke stuk en in de afdaling Abbott bijna bijhaalden. Op de streep had ze nog slechts 37 seconden voorsprong en veroverde daardoor het roze. Met vier bergen was de zesde etappe de koninginnenrit. Katarzyna Niewiadoma verloor in de vorige etappe veel tijd en trok in de aanval op de drie vroege beklimmingen. Ze werd bij- en ingehaald door Abbott en Stevens, maar ook zij werden teruggepakt door een selecte groep. Op de slotklim probeerden verschillende rensters, waaronder Van der Breggen, te demarreren. Evelyn Stevens kon wel vooruit blijven en won op de Madonna della Guardia, voor Guarnier, Van der Breggen, Lichtenberg en Abbott. Hierdoor ging de leiderstrui terug naar Guarnier.

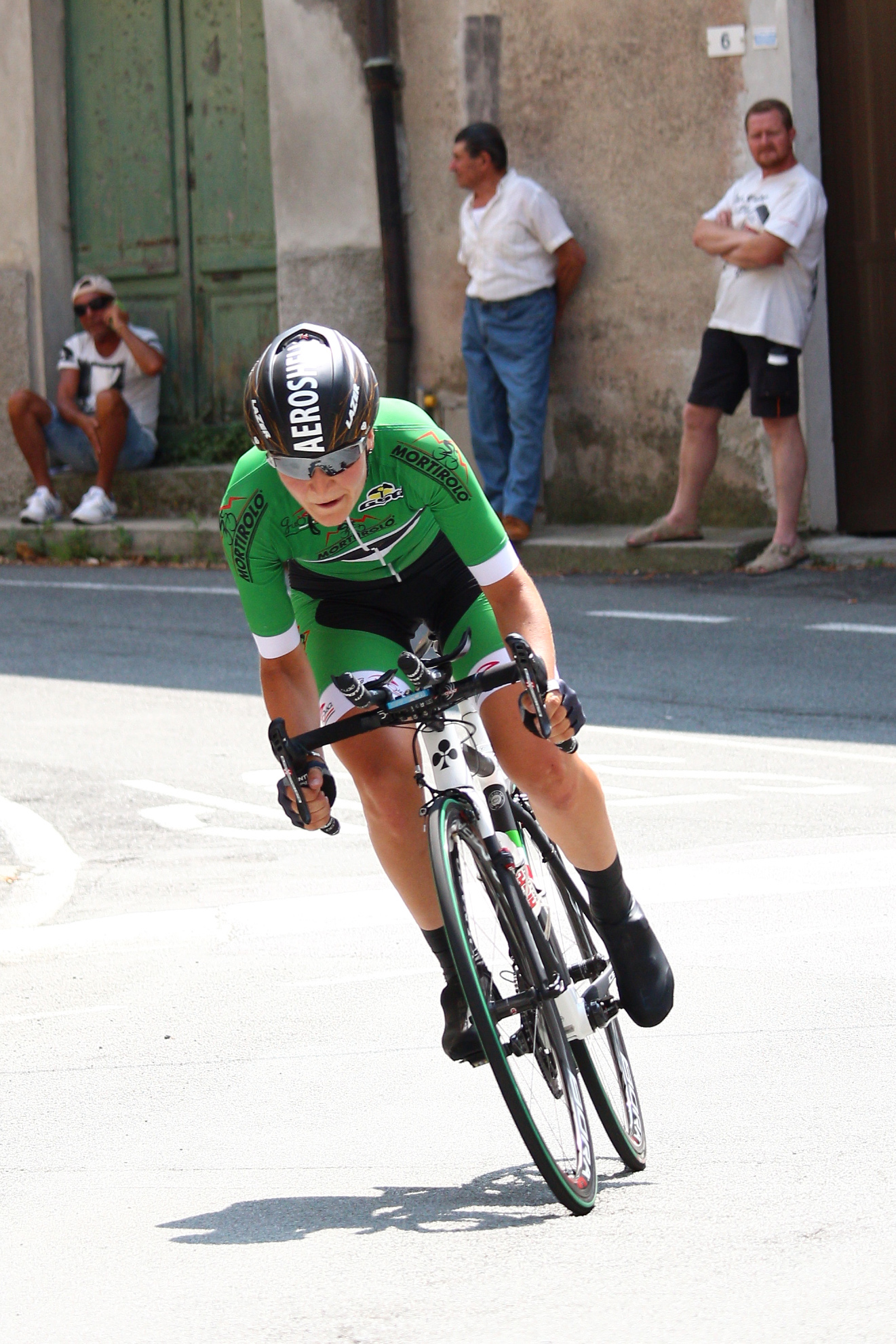
Longo Borghini tijdens de tijdrit

Ook etappe zeven op 8 juli, een individuele tijdrit over 21,9 km, werd gewonnen door Stevens. Ze versloeg zowel Van der Breggen als Longo Borghini met vier seconden. Guarnier werd vierde en behield daarmee het roze. Van der Breggen steeg hierdoor naar plek drie en Stevens naar de tweede stek, ten koste van Abbott. De achtste etappe werd beslist in een massasprint met een volledig Italiaans podium met Bronzini op de hoogste trede. Ook in de laatste etappe om Verbania kwam de leiderstrui van Guarnier niet meer in gevaar: een kopgroep van zes mocht vooruit blijven. Op de laatste klim demarreerde Thalita de Jong en kwam solo over de finish. Riejanne Markus (Liv-Plantur) was na ruim één minuut de snelste van de achtervolgers. In de afdaling van diezelfde klim probeerde Longo Borghini verschillende malen te demarreren, maar ze werd telkens teruggepakt, meestal door Guarnier zelf. De Amerikaans kampioene won naast het roze ook de paarse puntentrui. Longo Borghini won de groene bergtrui, Niewiadoma de witte jongerentrui en Guderzo de blauwe trui als beste Italiaanse.

## Ploegen

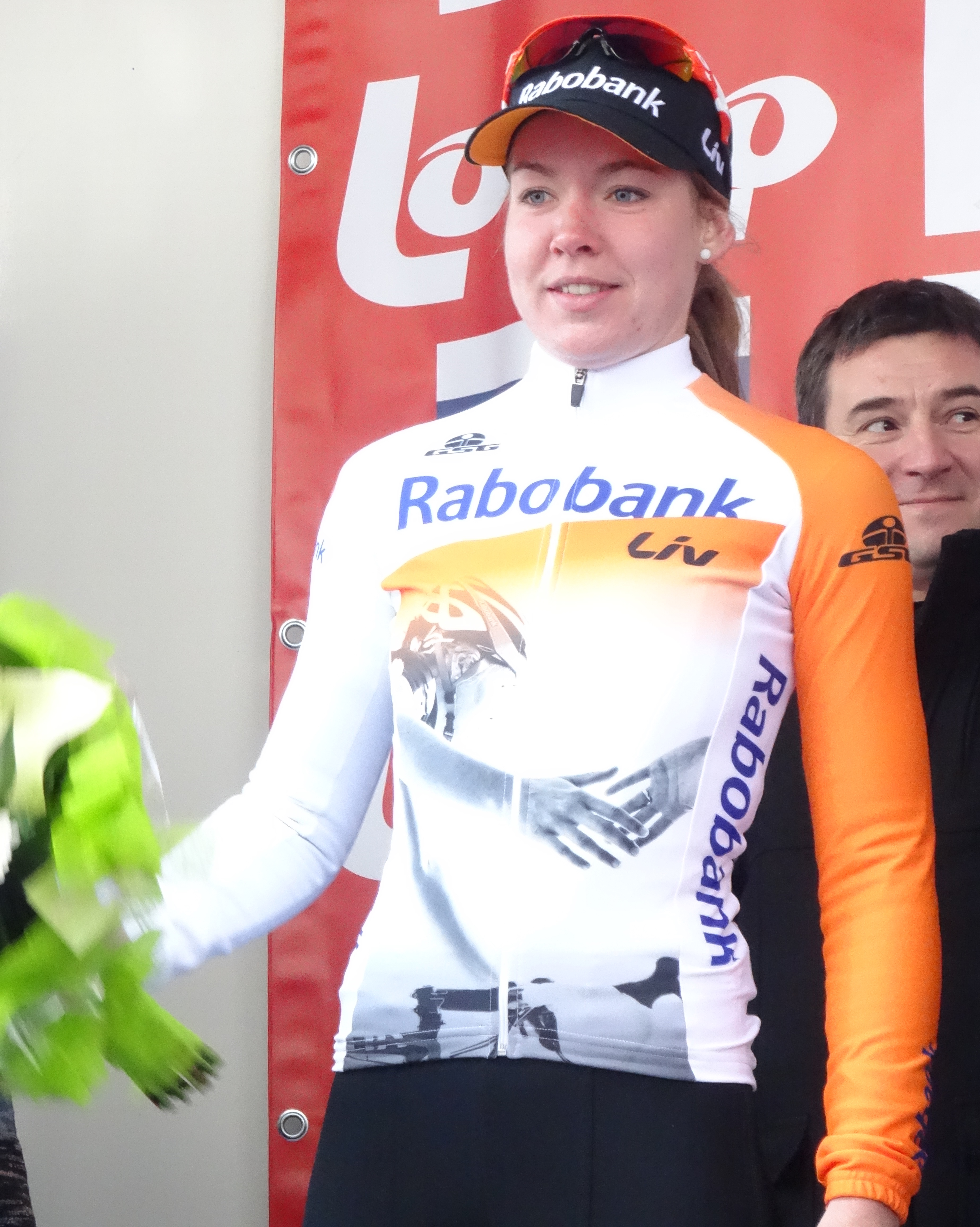
Nr. 1: Van der Breggen

Sinds de invoering van de Women's World Tour krijgen de 15 beste ploegen automatisch een uitnodiging voor rittenkoersen. Van deze 15 hebben de volgende 12 ploegen de uitnodiging geaccepteerd (in aflopende volgorde): Wiggle High5, Rabo-Liv, Boels Dolmans, Canyon-SRAM, Cervélo-Bigla, Hitec Products, Cylance, Liv-Plantur, Poitou-Charentes.Futuroscope.86, BTC City Ljubljana, BePink en Astana. De drie afwezige teams zijn Orica-AIS, Tibco-Silicon Valley Bank en UnitedHealthcare. Van de overige 12 aanwezige ploegen, zijn er zes Italiaans. Aanvankelijk zou Cervélo-Bigla ook deelnemen, maar zij trokken zich terug doordat veel van hun rensters zich voorbereidden op (of nog geselecteerd moeten worden voor) de Olympische Spelen in Rio de Janeiro.
Op 7 juni werd de voorlopige startlijst bekendgemaakt. Aan de start stonden 41 Italiaanse, 11 Spaanse, 8 Amerikaanse, 7 Franse en 9 Nederlandse rensters: titelverdedigster Anna van der Breggen (rugnummer 1), Lucinda Brand, Roxane Knetemann en Thalita de Jong (Rabobank-Liv); Riejanne Markus, Rozanne Slik en Julia Soek (Liv-Plantur); Roos Hoogeboom voor de Spaans-Baskische ploeg Bizkaia-Durango en Nina Kessler namens Lensworld.eu - Zannata. Voor deze ploeg reden ook Annelies Dom en Kim de Baat, die samen met Sofie De Vuyst en Anisha Vekemans van Lotto Soudal Ladies, de vier Belgen in koers waren.
| Nrs.    | Code | Ploeg                   |
| ------- | ---- | ----------------------- |
| 1-6     | RBW  | Rabobank-Liv            |
| 11-16   | ALE  | Alé Cipollini           |
| 21-26   | VAI  | Aromitalia Vaiano       |
| 31-36   | ASA  | Astana                  |
| 41-46   | BPK  | BePink                  |
| 51-56   | BPD  | Bizkaia-Durango         |
| 61-66   | BTC  | BTC City Ljubljana      |
| 71-76   | LPR  | Canyon-SRAM             |
| 81-85   | CPC  | Cylance                 |
| 91-96   | HBS  | Hagens Berman-Supermint |
| 101-106 | HPU  | Hitec Products          |
| 111-116 | DLT  | Boels Dolmans           |

| Nrs.    | Code | Ploeg                           |
| ------- | ---- | ------------------------------- |
| 121-126 | ISG  | Inpa-Bianchi                    |
| 131-136 | LZE  | Lensworld.eu - Zannata          |
| 141-146 | LTK  | Lointek                         |
| 151-156 | LBL  | Lotto Soudal Ladies             |
| 161-166 | FUT  | Poitou-Charentes.Futuroscope.86 |
| 171-176 | MIC  | S.C. Michela Fanini             |
| 181-186 | SEF  | Servetto Footon                 |
| 191-196 | TLP  | Liv-Plantur                     |
| 201-206 | TOG  | Top Girls Fassa Bortolo         |
| 211-216 | WHT  | Wiggle High5                    |
| 221-226 | XSL  | Xirayas de San Luis             |

## Organisatie en wedstrijdreglement
De Giro Rosa wordt georganiseerd door "4 Erre A.S.D." Voorzitter hiervan is Giuseppe Rivolta.

### 3 km-regel
Rensters die in de laatste drie kilometer ten val komen, krijgen dezelfde tijd als de groep waarin ze reden en wordt dus geen tijdsverlies aangerekend. Dit geldt niet voor de 2e en 6e etappe, waar de aankomst bergop ligt.

### Tijdslimiet
Voor de etappes 1, 3, 4, 7, 8 en 9 geldt een tijdslimiet van 20% van de tijd van de winnaar. Voor de etappes 2, 5 en 6 is dit 35%. Rensters die de tijdslimiet overschrijden, worden van de wedstrijd uitgesloten. Voor de proloog geldt geen tijdslimiet.

### Algemeen klassement
Voor het algemeen klassement worden de tijden van de individuele rensters per etappe opgeteld. Degene met de snelste tijd leidt het klassement en draagt de roze trui. Met uitzondering van de proloog en tijdrit zijn er voor de eerste drie rensters per etappe 10, 6 en 4 bonificatieseconden te verdienen. Bij tussensprints zijn er
3, 2 en 1 seconden bonus te verdienen.

### Puntenklassement
Per etappe zijn er bij de tussensprints en aan de finish punten te verdienen. Bij de tussensprints (Traguardo Volante) zijn dit 4, 2 en 1 punt. Aan de finish krijgen de eerste tien punten: 15, 12, 10, 8, 6, 5, 4, 3, 2 en 1 punt. De leidster in dit klassement draagt de paarse trui. Bij een gelijke stand wordt gekeken naar het aantal etappezeges, uitslagen in tussensprints en de plaats in het algemeen klassement.

### Bergklassement
In de wedstrijd zijn bergen ingedeeld in drie categorieën. Op de top van een berg van de eerste categorie krijgen de eerste vijf rensters 13, 11, 9, 7 en 5 punten. Bij de tweede categorie 7, 5, 3, 2 en 1 punt en bij de derde categorie 5, 4, 3, 2 en 1 punt. De leidster in dit klassement draagt de groene trui.

### Beste jongere en beste Italiaanse
De renster die geboren is na 1 januari 1993 en het hoogst staat in het algemeen klassement, leidt het jongerenklassement en draagt de witte trui. De Italiaanse renster die het hoogst staat in het algemeen klassement, draagt de blauwe trui. Als een renster twee (of meer) klassementen leidt, draagt ze de belangrijkste trui en wordt de andere trui gedragen door de tweede in dat klassement.

### Prijzengeld
| Klassering     | 1      | 2     | 3     | 4     | 5     | 6     | 7     | 8     | 9     | 10    | 11-15 |
| -------------- | ------ | ----- | ----- | ----- | ----- | ----- | ----- | ----- | ----- | ----- | ----- |
| Proloog        | € 396  | € 242 | € 167 | € 152 | € 142 | € 118 | € 106 | € 92  | € 92  | € 92  | € 59  |
| Etappe         | € 526  | € 322 | € 221 | € 202 | € 191 | € 158 | € 139 | € 122 | € 122 | € 122 | € 78  |
| Eindklassement | € 1050 | € 600 | € 360 | € 320 | € 290 | € 280 | € 280 | € 280 | € 280 | € 280 | € 177 |

De eerste drie rensters in het bergklassement krijgen € 450, € 350 en € 300. De eerste drie in het puntenklassement krijgen € 350, € 250 en € 200. De beste jongere krijgt € 350 en de beste Italiaanse € 300.

### Punten Women's World Tour
De eerste 20 rensters in het algemeen klassement en de eerste 10 rensters per etappe verdienen punten voor de UCI Women's World Tour.

## Etappe-overzicht
Op 22 maart werd het parcours gepresenteerd in het hoofdkantoor van Colnago, de sponsor van de roze en witte trui. Op vrijdag 1 juli start de Giro Rosa in Gaiarine met een proloog van 2 km. Ook de volgende drie (vlakke) etappes worden verreden in de oostelijke regio's Veneto en Friuli-Venezia Giulia. De vierde etappe gaat rond het Iseomeer en de 5e rit vindt eveneens plaats in Lombardije, met de beklimming van de bekende Mortirolo. Dan verplaatst het peloton zich naar de Golf van Genua in de regio Ligurië. De 6e etappe is net als de 5e een bergrit, met aankomst op de Madonna della Guardia. Hierna volgt een individuele tijdrit van Albisola Superiore naar Varazze over 21,9 km. De 8e etappe wordt verreden ten noordwesten van Milaan en de slotrit start en finisht op zondag 10 juli in Verbania aan het Lago Maggiore in Piemonte.
| etappe | datum   | start              | finish                | profiel             | afstand  | winnaar          | klassementsleider |
| ------ | ------- | ------------------ | --------------------- | ------------------- | -------- | ---------------- | ----------------- |
| P      | 1 juli  | Gaiarine           | Gaiarine              | Proloog             | 2,0 km   | Leah Kirchmann   | Leah Kirchmann    |
| 1e     | 2 juli  | Gaiarine           | San Fior              | Vlakke rit          | 104,0 km | Giorgia Bronzini | Megan Guarnier    |
| 2e     | 3 juli  | Tarcento           | Montenars             | Heuvelrit           | 111,1 km | Evelyn Stevens   | Evelyn Stevens    |
| 3e     | 4 juli  | Montagnana         | Lendinara             | Vlakke rit          | 120,0 km | Chloe Hosking    | Evelyn Stevens    |
| 4e     | 5 juli  | Costa Volpino      | Lovere                | Vlakke rit          | 98,5 km  | Tiffany Cromwell | Evelyn Stevens    |
| 5e     | 6 juli  | Grosio             | Tirano                | Bergrit             | 77,5 km  | Mara Abbott      | Mara Abbott       |
| 6e     | 7 juli  | Andora             | Madonna della Guardia | Bergrit             | 118,6 km | Evelyn Stevens   | Megan Guarnier    |
| 7e     | 8 juli  | Albisola Superiore | Varazze               | Individuele tijdrit | 21,9 km  | Evelyn Stevens   | Megan Guarnier    |
| 8e     | 9 juli  | Rescaldina         | Legnano               | Vlakke rit          | 99,3 km  | Giorgia Bronzini | Megan Guarnier    |
| 9e     | 10 juli | Verbania           | Verbania              | Heuvelrit           | 104,8 km | Thalita de Jong  | Megan Guarnier    |

## Etappe-uitslagen

### Proloog

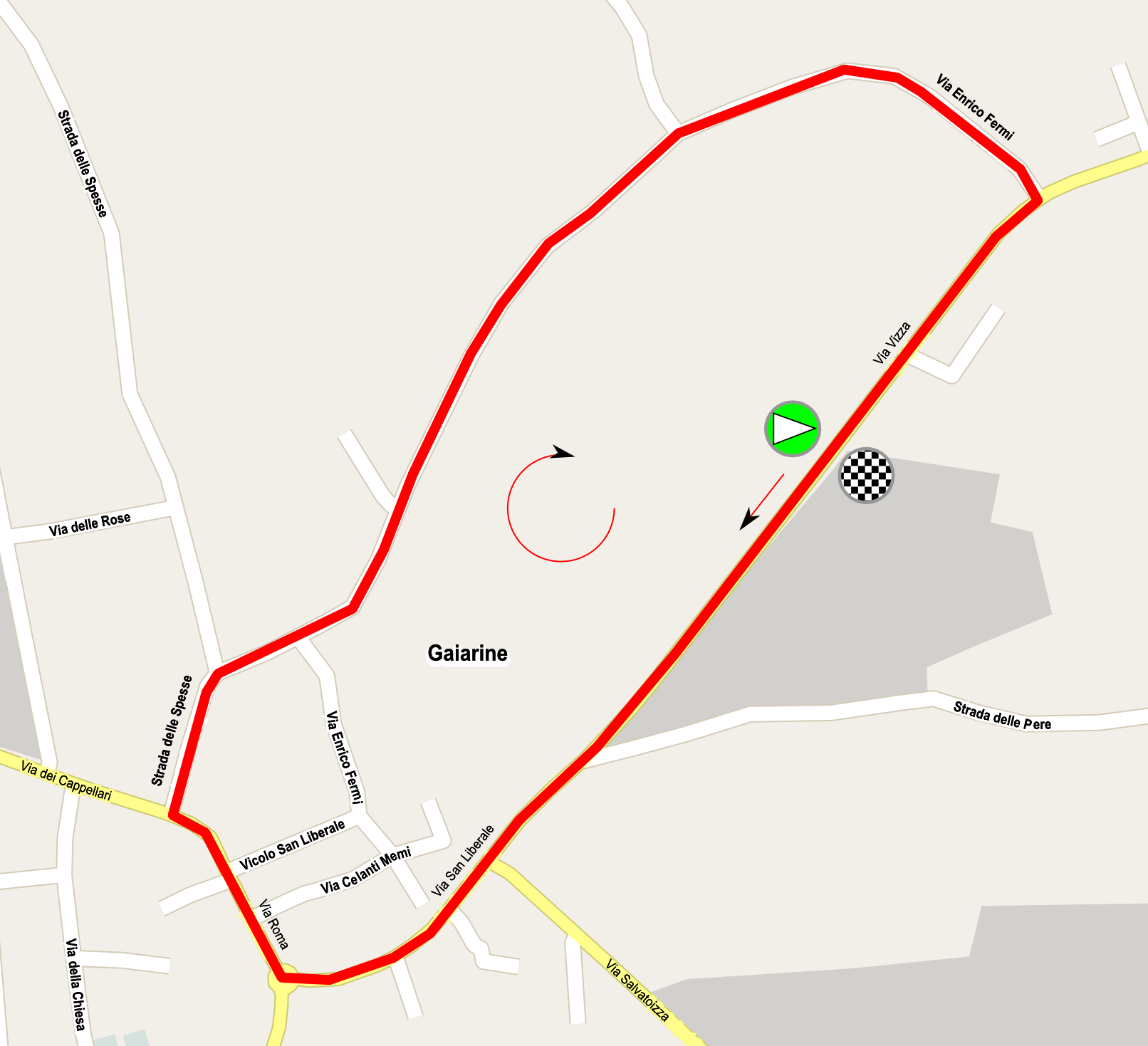
Proloog

| Vrijdag 1 juli: Gaiarine - Gaiarine (2 km) |                      |              |         |
| Plaats                                     | Naam                 | Ploeg        | Tijd    |
| Winnaar                                    | Leah Kirchmann       | Liv-Plantur  | 2'23"   |
| 2                                          | Thalita de Jong      | Rabobank-Liv | + 0'01" |
| 3                                          | Anna van der Breggen | Rabobank-Liv | z.t.    |

### 1e etappe

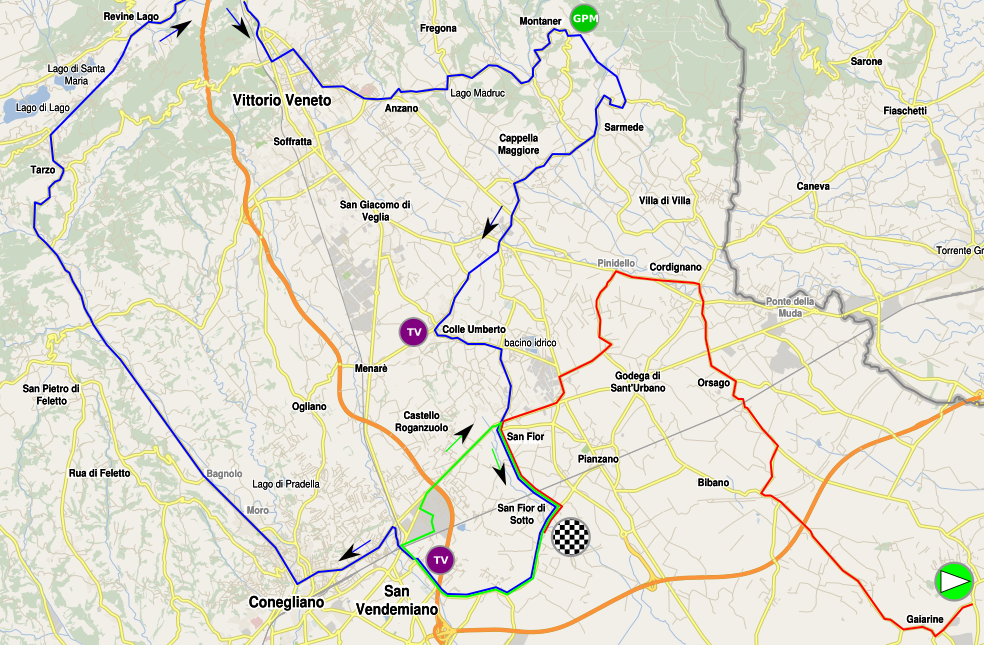
1ste etappe

| Zaterdag 2 juli: Gaiarine - San Fior (104,0 km) |                  |                   |          |
| Plaats                                          | Naam             | Ploeg             | Tijd     |
| Winnaar                                         | Giorgia Bronzini | Wiggle High5      | 2u38'22" |
| 2                                               | Megan Guarnier   | Boels Dolmans     | z.t.     |
| 3                                               | Rasa Leleivyte   | Aromitalia Vaiano | z.t.     |

### 2e etappe

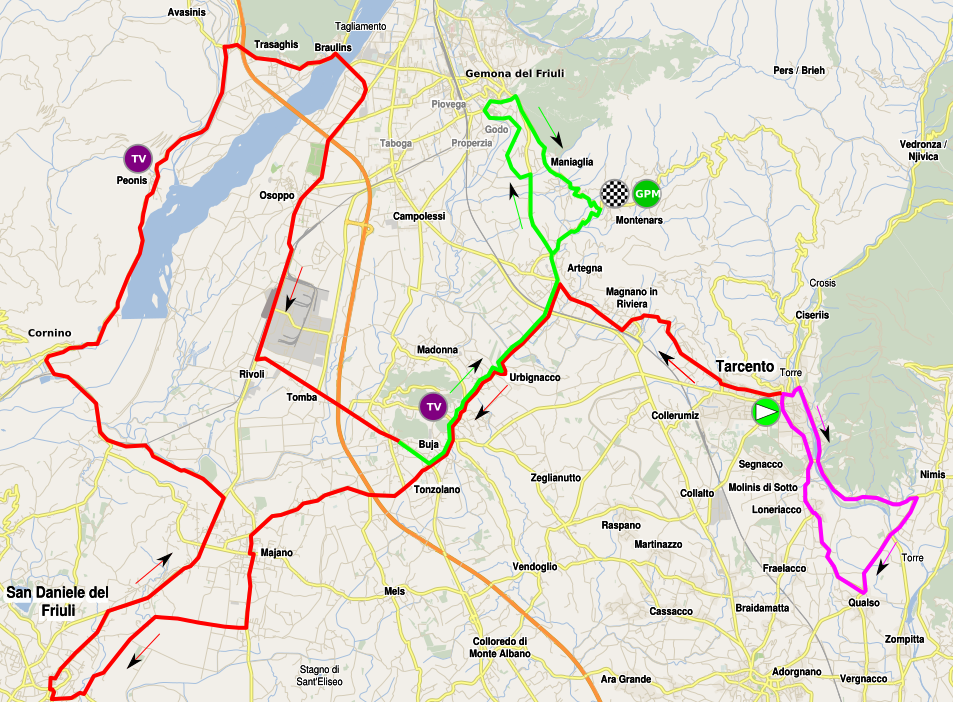
2de etappe

| Zondag 3 juli: Tarcento - Montenars (111,1 km) |                      |               |          |
| Plaats                                         | Naam                 | Ploeg         | Tijd     |
| Winnaar                                        | Evelyn Stevens       | Boels Dolmans | 2u48'26" |
| 2                                              | Elisa Longo Borghini | Wiggle High5  | z.t.     |
| 3                                              | Katarzyna Niewiadoma | Rabobank-Liv  | + 0'02"  |

### 3e etappe

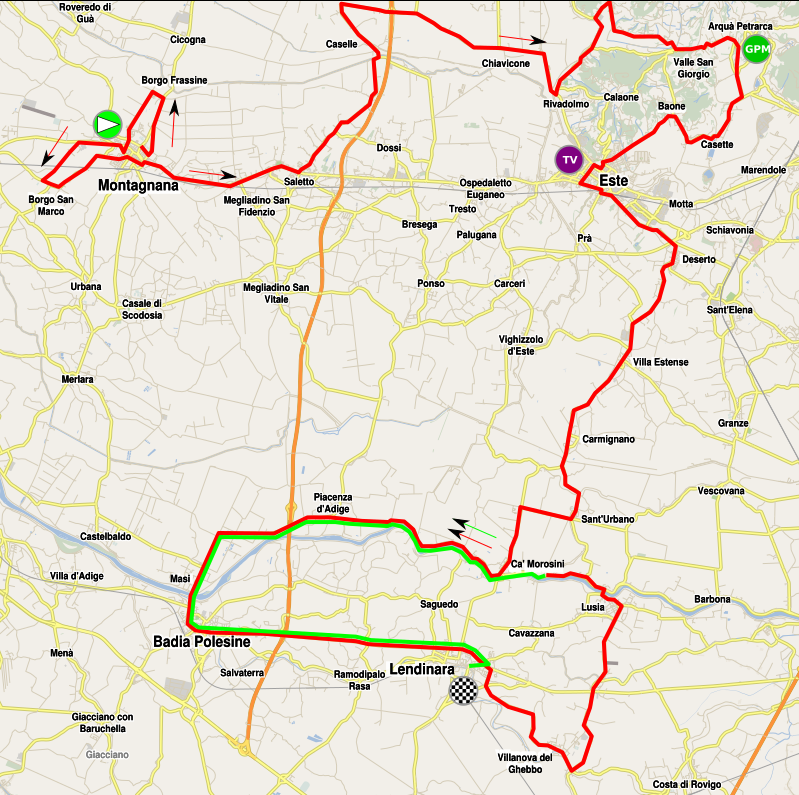
3e etappe

| Maandag 4 juli: Montagnana - Lendinara (120,0 km) |                   |               |          |
| Plaats                                            | Naam              | Ploeg         | Tijd     |
| Winnaar                                           | Chloe Hosking     | Wiggle High5  | 2u50'14" |
| 2                                                 | Marta Tagliaferro | Alé Cipollini | z.t.     |
| 3                                                 | Giorgia Bronzini  | Wiggle High5  | z.t.     |

### 4e etappe

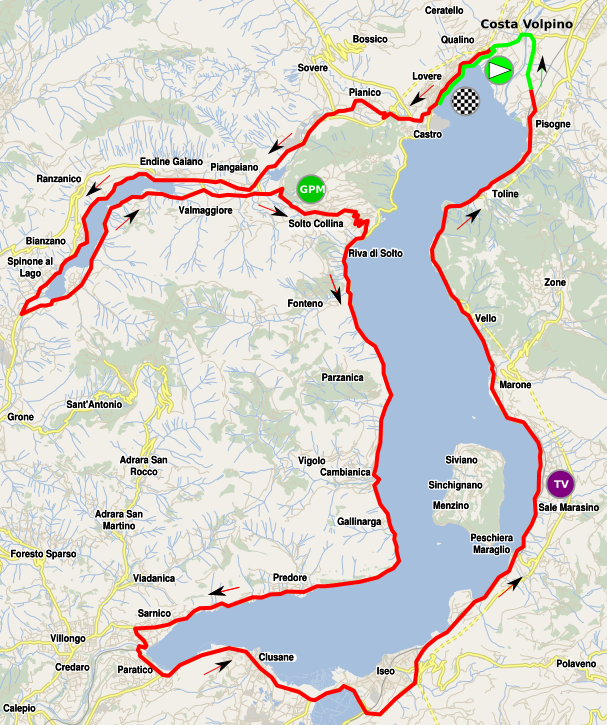
4e etappe

| Dinsdag 5 juli: Costa Volpino - Lovere (98,5 km) |                           |                                 |          |
| Plaats                                           | Naam                      | Ploeg                           | Tijd     |
| Winnaar                                          | Tiffany Cromwell          | Canyon-SRAM                     | 2u02'24" |
| 2                                                | Maria Giulia Confalonieri | Lensworld.eu - Zannata          | z.t.     |
| 3                                                | Aude Biannic              | Poitou-Charentes.Futuroscope.86 | z.t.     |

### 5e etappe

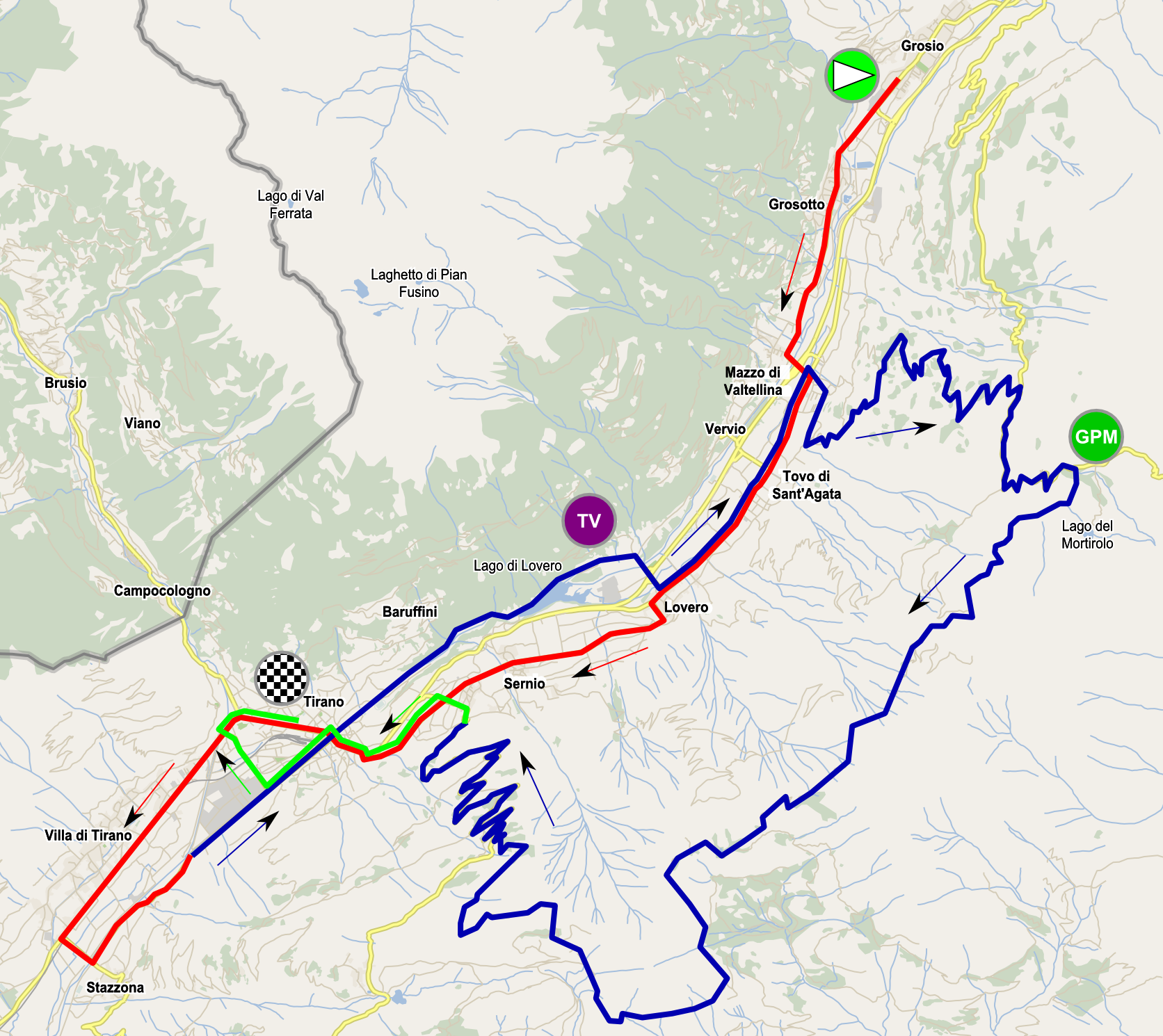
5e etappe (Mortirolo)

| Woensdag 6 juli: Grosio - Tirano (77,5 km) |                      |                |          |
| Plaats                                     | Naam                 | Ploeg          | Tijd     |
| Winnaar                                    | Mara Abbott          | Wiggle High5   | 2u40'23" |
| 2                                          | Elisa Longo Borghini | Wiggle High5   | + 0'37"  |
| 3                                          | Tatiana Guderzo      | Hitec Products | z.t.     |

### 6e etappe

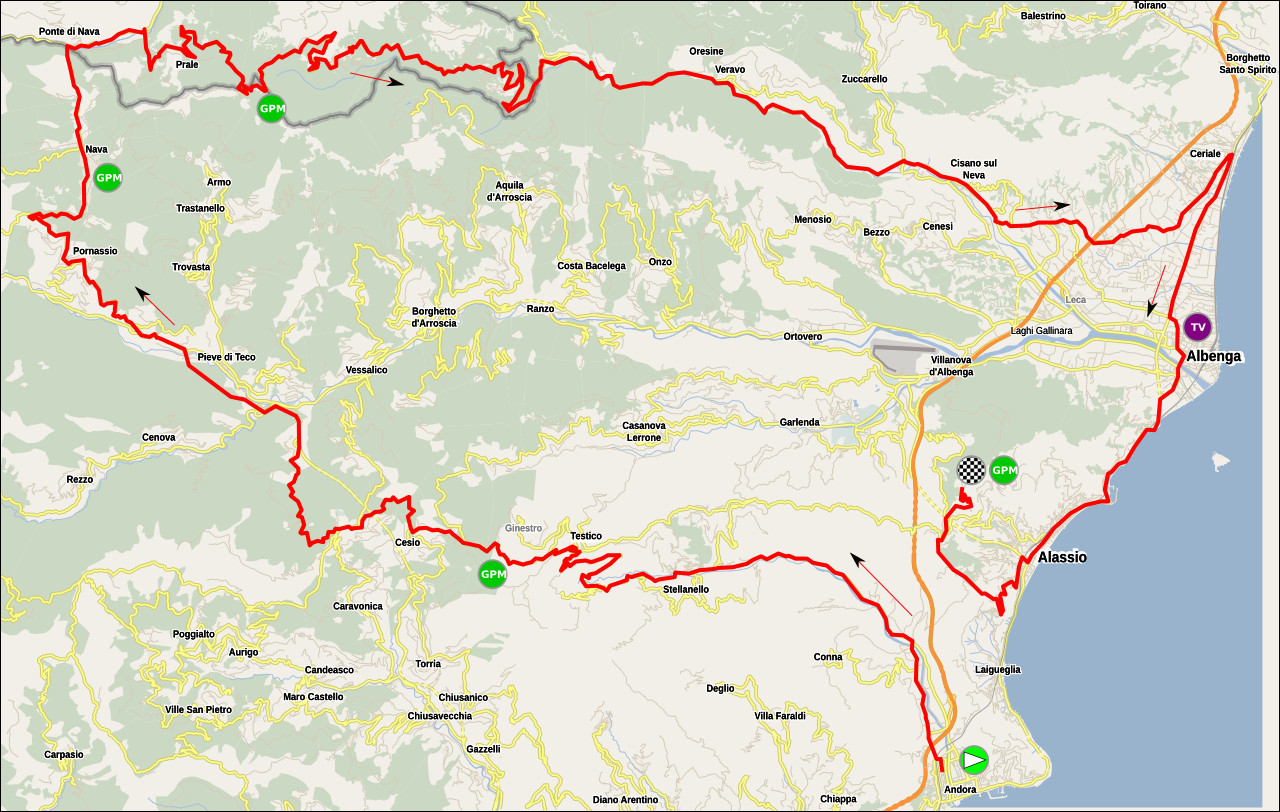
6e etappe

| Donderdag 7 juli: Andora - Madonna della Guardia (118,6 km) |                      |               |          |
| Plaats                                                      | Naam                 | Ploeg         | Tijd     |
| Winnaar                                                     | Evelyn Stevens       | Boels Dolmans | 3u47'42" |
| 2                                                           | Megan Guarnier       | Boels Dolmans | + 0'06"  |
| 3                                                           | Anna van der Breggen | Rabobank-Liv  | + 0'19"  |

### 7e etappe (ITT)

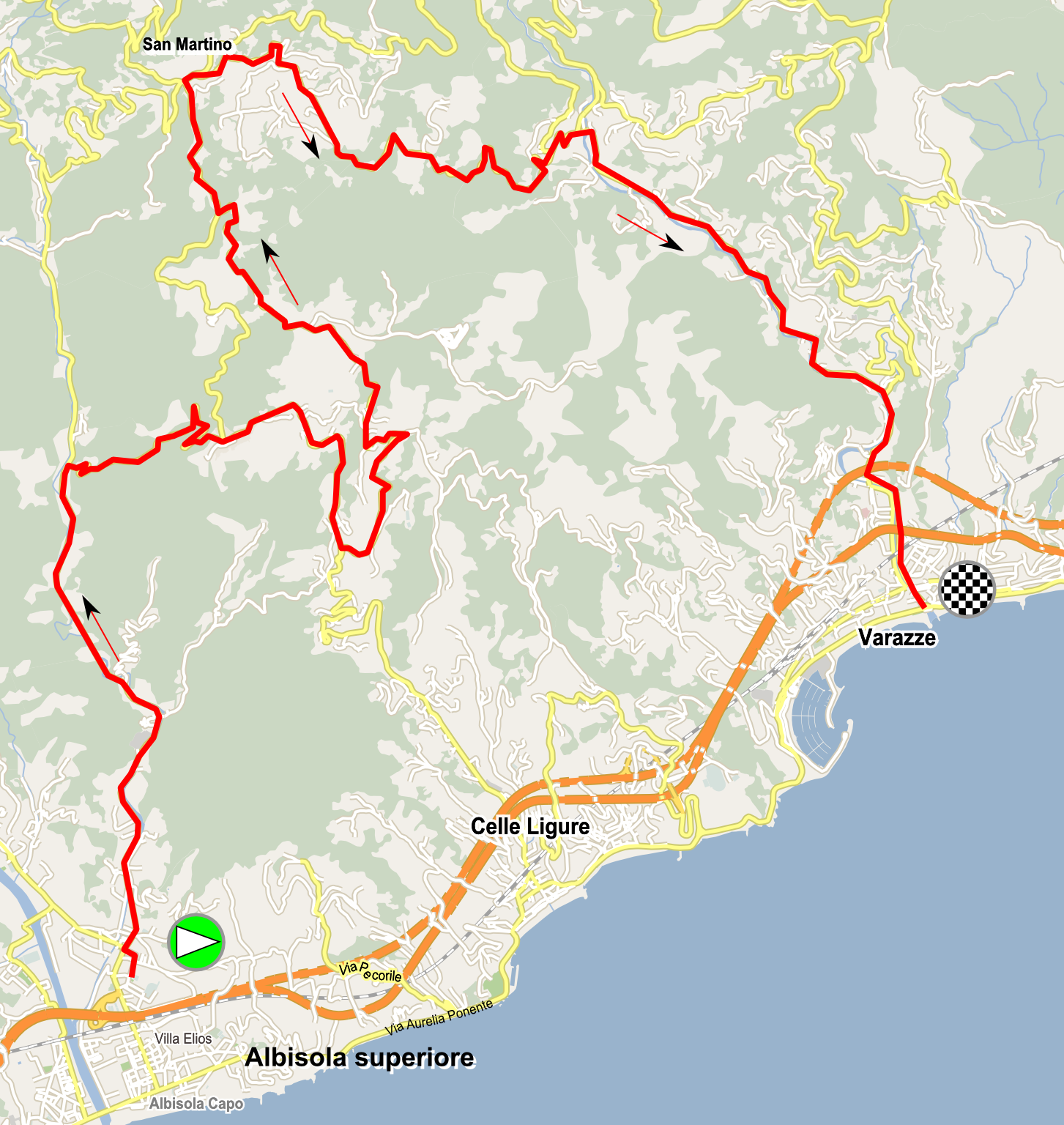
7e etappe

| Vrijdag 8 juli: Albisola Superiore - Varazze (21,9 km) |                      |               |         |
| Plaats                                                 | Naam                 | Ploeg         | Tijd    |
| Winnaar                                                | Evelyn Stevens       | Boels Dolmans | 36'21"  |
| 2                                                      | Anna van der Breggen | Rabobank-Liv  | + 0'04" |
| 3                                                      | Elisa Longo Borghini | Wiggle High5  | z.t.    |

### 8e etappe

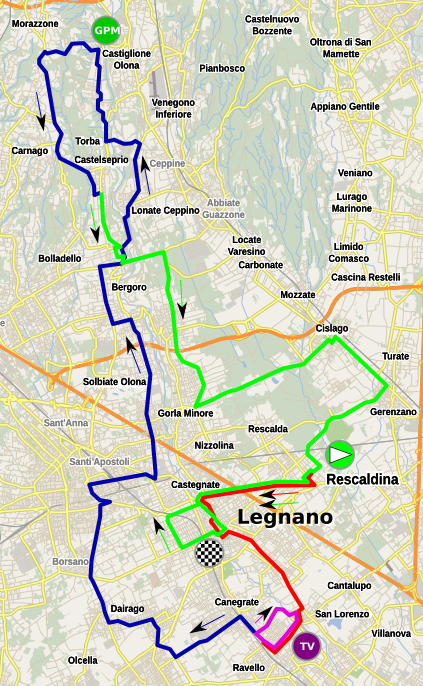
8e etappe

| Zaterdag 9 juli: Rescaldina - Legnano (99,3 km) |                           |                        |          |
| Plaats                                          | Naam                      | Ploeg                  | Tijd     |
| Winnaar                                         | Giorgia Bronzini          | Wiggle High5           | 2u28'48" |
| 2                                               | Marta Bastianelli         | Alé Cipollini          | z.t.     |
| 3                                               | Maria Giulia Confalonieri | Lensworld.eu - Zannata | z.t.     |

### 9e etappe

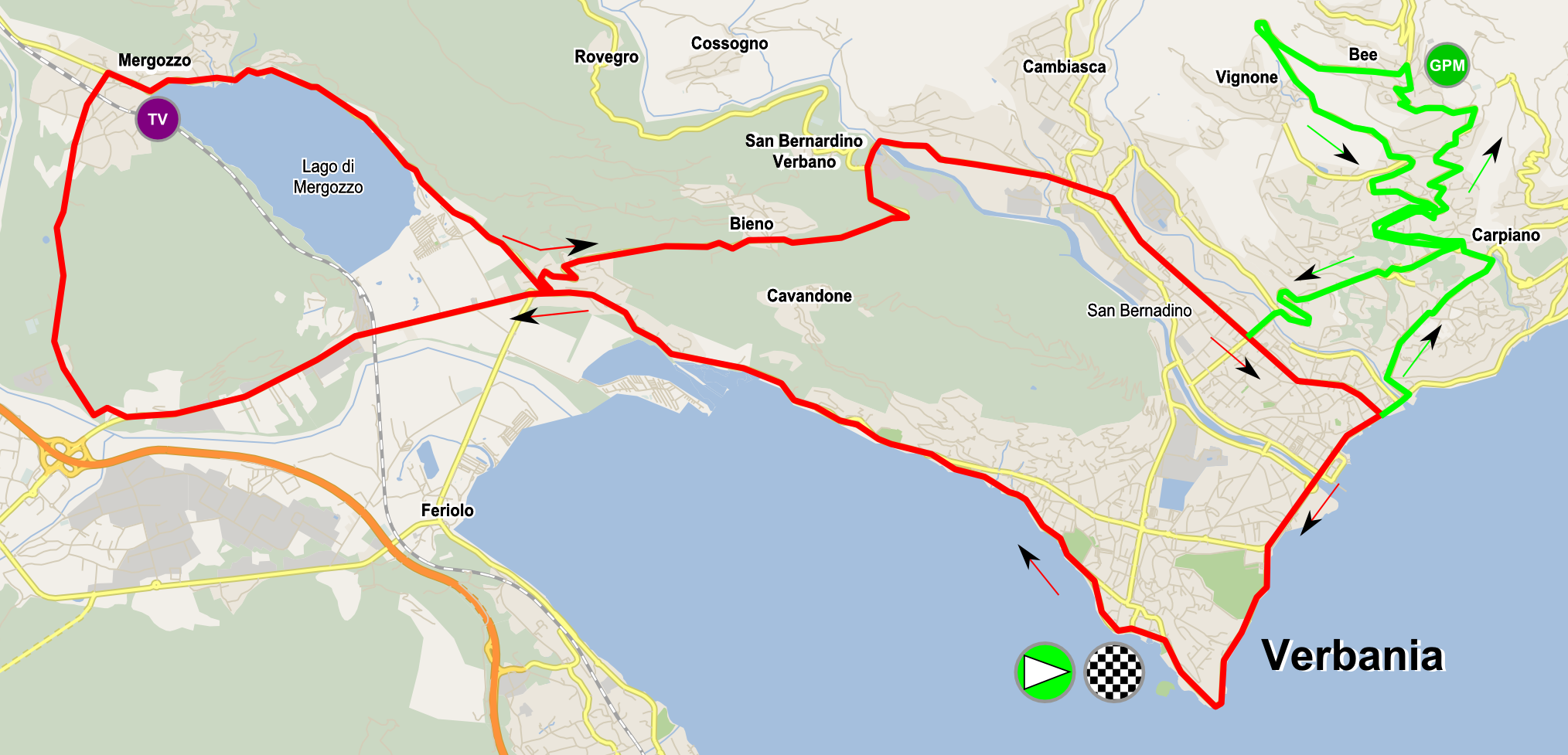
9e etappe

| Zondag 10 juli: Verbania - Verbania (104,8 km) |                           |                        |          |
| Plaats                                         | Naam                      | Ploeg                  | Tijd     |
| Winnaar                                        | Thalita de Jong           | Rabobank-Liv           | 2u44'24" |
| 2                                              | Riejanne Markus           | Liv-Plantur            | + 1'05"  |
| 3                                              | Maria Giulia Confalonieri | Lensworld.eu - Zannata | z.t.     |

### Uitvallers
- 1e etappe: DNF Kimberley Le Court (Bizkaia-Durango)
- 2e etappe: DNF Alicia Reynoso, Antonella Leonardi (beide Xirayas de San Luis)
- 3e etappe: DNF Nina Gulino (S.C. Michela Fanini)
- 4e etappe: DNS Anna Trevisi (Alé Cipollini), Oxana Kozonchuk (Lensworld.eu - Zannata), DNF Maria Carla Alvarez (Xirayas de San Luis)
- 5e etappe: DNS Valentina Scandolara, Rossella Ratto, (Cylance), Christine Majerus (Boels Dolmans), Trixi Worrack (Canyon-SRAM), Arianna Fidanza (Astana), DNF Charlotte Becker (Hitec Products)
- 6e etappe: DNS Eugenia Bujak (BTC City Ljubljana), DNF Scotti Lechuga (Hagens Berman / Supermint), Laura Camila Lozano (S.C. Michela Fanini Rox)
- 7e etappe: DNS Elizabeth Armitstead (Boels Dolmans), OTL Francesca Balducci (S.C. Michela Fanini Rox)
- 8e etappe: DNS Emma Pooley, Anisha Vekemans (Lotto Soudal Ladies), Amber Neben (BePink), Elena Cecchini (Canyon-SRAM)
- 9e etappe: DNF Barbara Guarischi (Canyon-SRAM), Simona Frapporti (Hitec Products)

DNF = Did not finish, DNS = Did not start, OTL = Over time limit

## Eindklassementen

### Algemeen klassement
| Plaats    | Naam                 | Ploeg               | Tijd      |
| --------- | -------------------- | ------------------- | --------- |
| Roze trui | Megan Guarnier       | Boels Dolmans       | 22u42'40" |
| 2         | Evelyn Stevens       | Boels Dolmans       | + 0'34"   |
| 3         | Anna van der Breggen | Rabobank-Liv        | + 1'53"   |
| 4         | Claudia Lichtenberg  | Lotto Soudal Ladies | + 2'33"   |
| 5         | Mara Abbott          | Wiggle High5        | + 2'38"   |
| 6         | Tatiana Guderzo      | Hitec Products      | + 3'05"   |
| 7         | Katarzyna Niewiadoma | Rabobank-Liv        | + 6'48"   |
| 8         | Leah Kirchmann       | Liv-Plantur         | + 15'17"  |
| 9         | Alena Amialiusik     | Canyon-SRAM         | + 16'18"  |
| 10        | Kseniya Tuhai        | BePink              | + 16'20"  |

### Puntenklassement
| Plaats      | Naam             | Ploeg         | Punten |
| ----------- | ---------------- | ------------- | ------ |
| Paarse trui | Megan Guarnier   | Boels Dolmans | 60     |
| 2           | Evelyn Stevens   | Boels Dolmans | 52     |
| 3           | Giorgia Bronzini | Wiggle High5  | 40     |

### Bergklassement
| Plaats      | Naam                 | Ploeg         | Punten |
| ----------- | -------------------- | ------------- | ------ |
| Groene trui | Elisa Longo Borghini | Wiggle High5  | 42     |
| 2           | Mara Abbott          | Wiggle High5  | 35     |
| 3           | Evelyn Stevens       | Boels Dolmans | 34     |

### Jongerenklassement
| Plaats     | Naam                 | Ploeg                  | Tijd      |
| ---------- | -------------------- | ---------------------- | --------- |
| Witte trui | Katarzyna Niewiadoma | Rabobank-Liv           | 22u49'28" |
| 2          | Kseniya Tuhai        | BePink                 | + 6'32"   |
| 3          | Alice Maria Arzuffi  | Lensworld.eu - Zannata | + 20'44"  |

### Beste Italiaanse
| Plaats      | Naam                 | Ploeg                  | Tijd      |
| ----------- | -------------------- | ---------------------- | --------- |
| Blauwe trui | Tatiana Guderzo      | Hitec Products         | 22u45'45" |
| 2           | Elisa Longo Borghini | Wiggle High5           | + 13'34"  |
| 3           | Alice Maria Arzuffi  | Lensworld.eu - Zannata | + 24'27"  |